# Operacija Paperclip
Operacija Spajalica (eng. Operation Paperclip) je kodno ime za tajnu operaciju izvedenu 1945. godine, kojom su SAD regrutirale znanstvenike iz poražene nacističke Njemačke.
Među znanstvenicima koji su na taj način regrutirani najpoznatiji je raketni inženjer Wernher von Braun. 